# 五箇山和紙

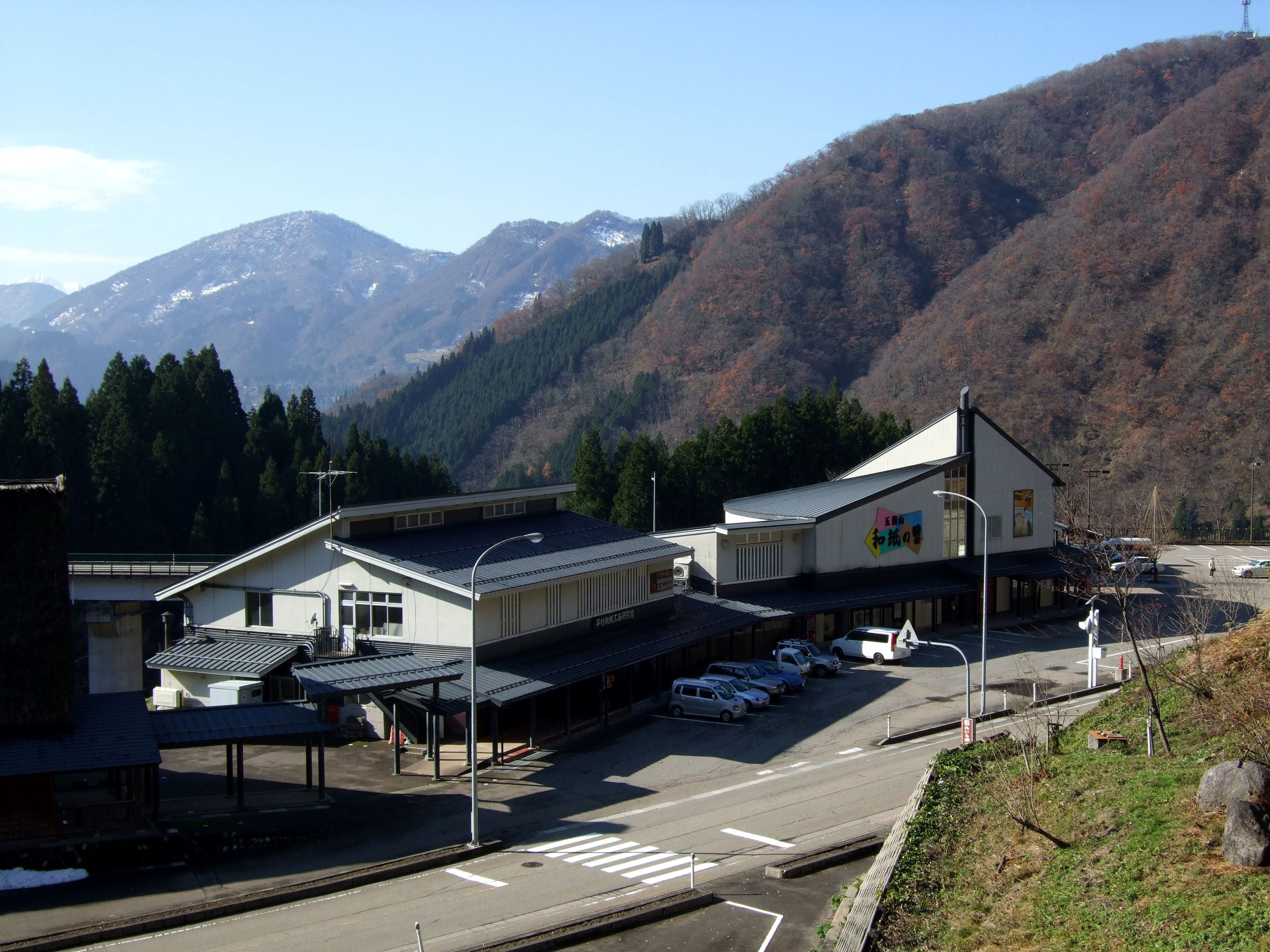
五箇山和紙の里（道の駅たいら）。

五箇山和紙（ごかやまわし）は、富山県南砺市五箇山地方で作られる和紙である。
江戸時代、加賀藩の御用紙となったことから製紙技術が発展し、特に丈夫で長持ちすることが特徴として知られている。
明治維新を経て御用紙の地位を失うと紙漉屋の数も減少していったが、残った紙漉屋によって五箇山和紙の技法は現代まで伝えられ、現在では五箇山和紙の里（道の駅たいら）を拠点として新たな製品開発・後継者育成が図られている。

## 概要

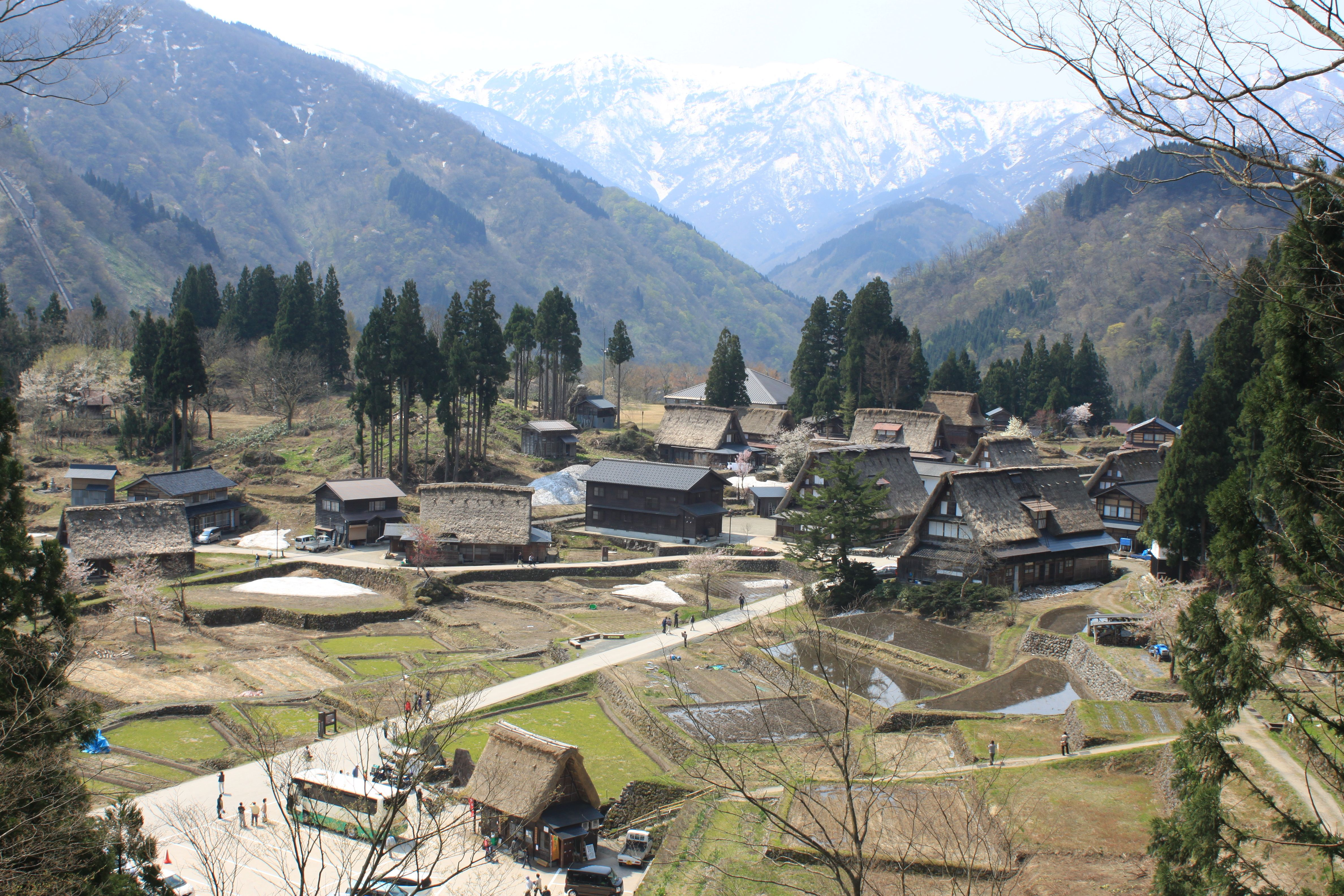
現在の世界遺産相倉合掌集落。相倉にも五箇山和紙の紙漉屋が存在していた。

峻険な山岳地帯に位置する五箇山では農業生産量が十分でなく、古くから煙硝生産・養蚕業・製紙業といった家内手工業が発達してきた。とりわけ製紙業は豪雪地帯の五箇山にとって冬期間中の産業として最適であり、「冬稼第一の産業」と称されるほど重要な位置を占めてきた。
江戸時代には、加賀藩によって御用紙に認定されたことから五箇山全域で紙漉屋が設立され、最盛期には五箇山村中45ヶ村に253軒の紙漉屋が存在したほどであった。なお、加賀藩内では二俣和紙も御用紙とされていたが、二俣和紙は藩札用紙などの高級紙、五箇山和紙は丈夫な日常使い用、と使い分けられていたようである。「越中五ヶ山産紙考」を著した高田長紀は、現存する五箇山和紙を「素朴な内に力強さが溢れ、全く飾り気がなく生地丸出しの美しさが溢れ、僻遠の地五箇山の人情風土が漉き込まれた感がある」と評している。
五箇山和紙の名声は加賀藩外にも響いており、18世紀前半の儒学者宇野明霞は「五架紙」と題して次のような五言律詩を残している。
現代においても五箇山和紙の丈夫さはよく知られており、今では主に文化財の修理修復をする際の下張りに用いられる「五箇山の悠久紙」として販売されている。

## 歴史

### 起源

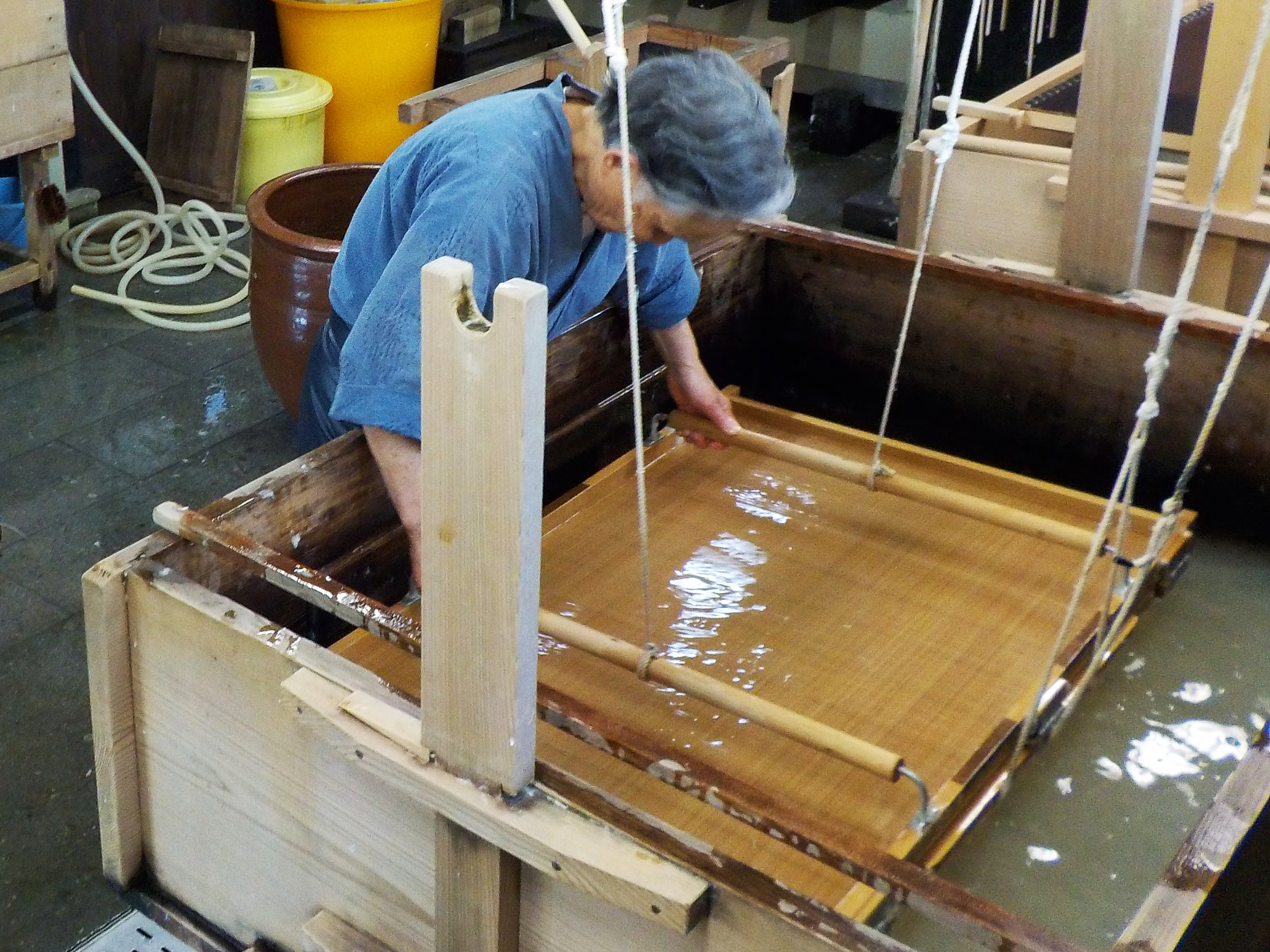
流し漉きの様子（越前市 卯立の工芸館）

五箇山和紙の起源については明確な記録がないが、南北朝時代に五箇山に逃れた南朝の遺臣が製紙業を伝えたと伝承されている。すなわち、新田義貞の家臣として越前国で転戦した畑時能の一族が、上州の小川絹・小川紙の製造法を伝えたとされる。
実際に、越前和紙の主産地である福井県越前市（旧今立町）五箇の製紙法は五ヶ山和紙のそれと類似点があり、越前国から製紙技術が伝えられたとする説は蓋然性が高い。一方で、五ヶ山からも近い石黒荘弘瀬郷では既に鎌倉時代から製紙が行われていた記録があることから、南北朝時代以前から製紙技術は導入されていたのではないか、とする説もある。

### 生産の拡大

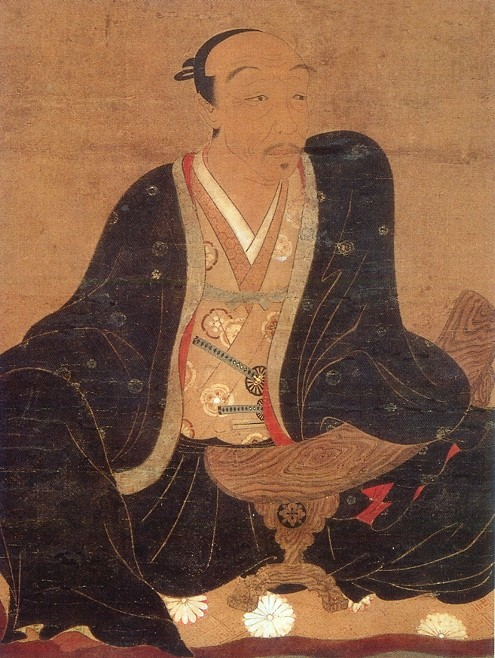
紙本著色 前田利家像

室町時代末期、文明年間には本願寺8代蓮如が越前国吉崎御坊に滞在して布教を行ったことにより、北陸地方では急速に真宗門徒が増大した。五箇山においては赤尾道宗という人物が熱心に蓮如の下に通って教えを受け、道宗の活動によって五箇山地方でも真宗の教えが広まった。赤尾道宗は1501年（文亀元年）に自らの心を振り返って内省・悔改した「道宗覚書二十一か条」を記し、これが現在まで西赤尾村行徳寺に伝えられているが、これこそ五箇山で生産された現存する最も古い和紙であるともされる。この他に、新屋道善寺所蔵の天十物語の用紙や、五箇山十日講員が天文21年10月27日に本願寺に提出した起請文なども、五箇山で生産された和紙であるとみられる。
戦国時代を通じて五箇山地方は越中一向一揆による支配下にあったが、やがて佐々成政の統治（1580年代）を経て、16世紀末より加賀国金沢城を本拠とする前田利家の支配下に入ることとなった。天正年間、下梨村市助が前田利家に和紙10束を献上したとの記録があり、これが文献上で始めて五箇山和紙について言及された例となる。なお、後述するように初期の紙漉屋は須川集落から集落にかけての地域に集中しており、特に軒数の多い下梨村から皆葎村に至る一帯が五箇山和紙の発祥地であったと推定される。

### 御用紙の認定

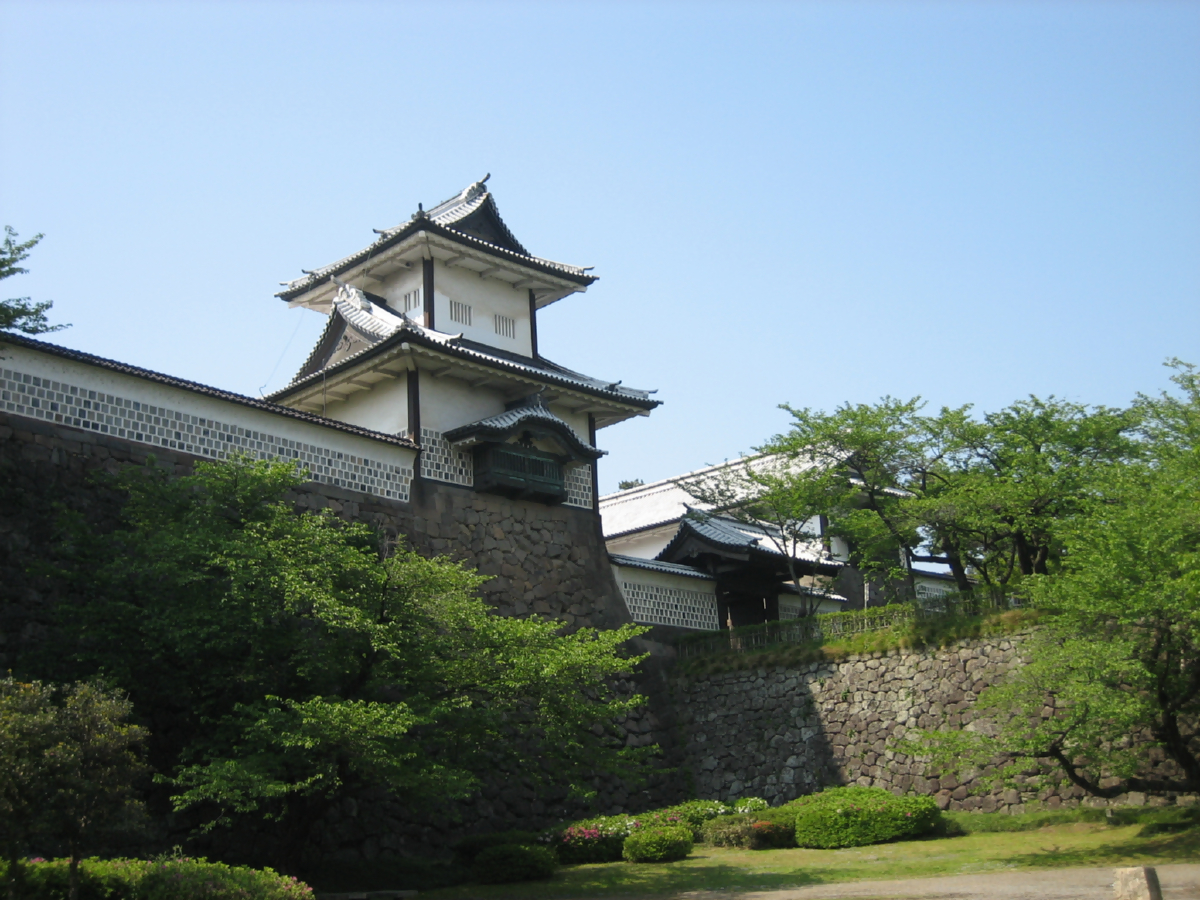
金沢城石川門（重文）

当初は藩主に対する献上品として登場した五箇山和紙は、生産量の増加に伴って加賀藩の御用紙としての地位を獲得していったようである。既に元禄年間に記された『元禄中農隙所作村々寄帳』には皆葎村・上梨村・田向村が上り紙、中畑村・嶋村が中折の色紙、籠渡村・下梨村・小来栖村・中畑村・見座村・皆葎村・上野村・漆谷村・來栖村・下嶋村が中折紙及び蝋、入谷村・中江村・下出村・須川村・夏焼村・阿別当村が中折紙を生産していると伝えている。
藩庁の御用紙はほとんどが中折紙（20枚1帖を二つ折りにしたことから中折と言われる）で、元禄14年（1701年）の記録によればまず藩から十村に生産量が言い渡され、五箇山で中折紙が生産される。完成した紙は城端に持ち込まれて値段がつけられ、藩の派遣した買手が紙を買い取り、紙屋に料金が支払われるという流れであった。城端で紙に値段をつけるのは城端の判型商人であり、承応3年（1654年）には既にかわち屋市郎右衛門・野尻屋新右衛門・かミ屋弥右衛門・えんとく屋七右衛門らが中紙の取扱いを命じられた記録が残っている。
加賀藩の御用紙として著名な五箇山和紙であるが、御用紙として認定された時期は不明であり、少なくとも五箇山で和紙が租税対象となった明暦2年（1656年）以降のことと考えられる。元禄8年（1695年）の「産物書上帳」には皆葎村・上梨村・田向村が「上がり紙」すなわち御用氏を生産していたことが記されているが、この時点ではまだ特定の御用紙漉屋が存在したわけではなかった。史料上で御用紙漉屋であることが確認できるのは皆葎村助九郎で、享保15年（1730年）戸出村又右衛門願書により享保6年（1721年）から「御印紙屋」であったことが確認される。なお、最初期の御用紙漉屋であった皆葎村助九郎は享保15年（1730年）に乾板用杉10本を拝領し、その製作費として銀貨60石を貸与され、また 享保19年（1734年）には紙漉道具修復費として御延米60石を6ヶ年償還で貸与されたいと願い出た記録等が残されている。
享保22年（1734年）、福光町経由で買い上げた五箇山和紙が安値であったことを問題視する照会状が提出されており、この頃五箇山和紙にかかる諸務を統括する組織の設置を望む機運が高まっていた。そこで、それから間もなく御算用場産物方が主管する「五ヶ山御仕入紙取集所」が野田村（旧南山田地域）に設置され、五ヶ山紙方御仕入配当主付・御仕入紙方洩楮洩紙しらべ役などが在勤して楮の買い付け・配分・紙漉の指導監督・製品の検査検印・製紙の集荷払下等の業務を行った。この「五ヶ山御仕入紙取集所」は明治維新まで五箇山和紙の集積を統括することとなる。

### 紙漉屋の増加
上述したように、17世紀末頃より御用氏に認定された五ヶ山和紙は、18世紀半ば頃から公認された御印紙屋が生産するようになり、19世紀前半の天保年間には急増することとなる。天保14年（1843年）に作成された「五ヶ山両組紙屋名前しらべ帳」には元禄8年（1695年）・宝暦14年（1764年）・天明5年（1785年）・天保14年（1843年）、それぞれの時点での紙漉屋の数が記載されている。「五ヶ山両組紙屋名前しらべ帳」によると、元禄8年に12ヶ村に過ぎなかった紙漉屋は、宝暦14年に22ヶ村、天明5年に25ヶ村、天保14年に45ヶ村となっており、天保年間に至って倍増していることが分かる。天保年間の急激な増加は、1830年代にいわゆる天保の大飢饉が起こったこと、それに伴い天保8-9年（1837-1838年）頃に飢饉対策として加賀藩が楮皮仕入銀・紙漉屋飯米のための払米を行ったことが要因であった。
更に、加賀藩は楮値段の低廉化・安定化を図るために楮皮を藩で一括買付して紙漉屋に配分し、出来紙は全て紙会所に上納させ楮代金と上納紙との決裁を行うという「天保の楮皮仕法・紙方仕法」を実施した。これ以前の楮皮値段は楮皮買集商人・城端仲買商人・五ヶ山紙漉屋惣代の3名の立会で決めていたが、現実的には城端仲買商人の権限が強く、楮皮の買い占めなどによって価格を操作し暴利を得ていた。そこで天保10年（1839年）3月に五ヶ山の重役が「五ヶ山紙方仕法」を藩に申し入れ、藩の側でもこの案を一部修正し施行するに至った。
この施策は井波・城端町人の収入を激減させるものであったため、城端町人は反対運動を起こして天保11年（1840年）には条件付きで平売が認められた。しかし井波商人は同様の権利をなかなか認められず、天保13年（1842年）12月に至ってようやく認められている。
弘化2年（1845年）、加賀藩は紙不足を補うために五ヶ山和紙の増産を図り、井波に5600本の楮の苗木を植え付けた。しかしこれによって古くから紙漉きを行ってきた「古紙屋」と新規参入した「新紙屋」の対立が悪化し、古紙屋は楮配当分について古紙屋を優先するよう陳情を行った。この陳情は受け入れられなかったが、急遽他国の楮皮を買い入れることによって対立は収められている。

### 明治維新後
明治維新が進行する慶応3年（1867年）、加賀藩で産物方廃止が廃止されるに伴って天保10年から28年間続いた楮方仕法・五ヶ山仕法が廃止されてしまった。これによって五ヶ山紙漉屋への払米も停止されることになったが、それでは生活が成り立たないとの紙漉屋の請願を受け、一時的に払米は継続されることとなった。しかし既に従来の役人らは解職されていたため、払米・紙収集にかかる事務手続機関の設立が明治2年（1869年）10月に金沢藩の砺波郡治局・勧農局に上申された。
この上申を元に、明治3年（1870年）2月には城端商法会社・井波商法会社が設立され五ヶ山の紙生産を管理することとなった。また、それまで五箇山和紙を取り扱ってきた野田紙取集所が同年11月に廃止され、代わりに城端商法会社の出張所として佳葉組という販売会社が設置されている。
こうして、形式上は藩政時代と同様に五ヶ山の紙漉生産は保障されることとなった。しかし、加賀藩の手を離れて民間の運営に委ねられたことによって、五ヶ山和紙は資本主義経済に組み込まれていくこととなった。商人によって和紙が安く買いたたかれる状況を憂えた水上善治は明治16年（1883年）10月、資本金3千円を募って五ヶ山製紙会社を設立している。
第二次大戦後、昭和22年3月には五箇紙商工業協同組合が設立され、減少傾向にあった製紙業従事者は昭和20年代に一時増加した。しかし、高度経済成長が始まった昭和30年を境に生活形態が激変したこともあり、ここから製紙業従事者は減少の一途を辿った。そのような中でも和紙生産を続ける者もおり、21世紀に入ってからも「東中江和紙加工生産組合」「一般社団法人五箇山和紙の里」「農事組合法人五箇山和紙」などが五箇山和紙の生産を続けている。

## 歴代紙漉屋数一覧
| 旧村   | 谷・組 | 村名       | 元禄6年 (1693) 出来紙  | 享保6年 (1721) 出来紙 | 宝曆14年 (1764) 出来紙   | 天明5年 (1785) 紙屋数 | 天保14年 (1843) 紙漉村 |
| ------ | ------ | ---------- | ---------------------- | --------------------- | ------------------------ | --------------------- | ---------------------- |
| 平村   | 下梨谷 | 籠渡村     | 中折紙                 | 紙出来                | 中中折                   | 5                     | ○                      |
| 平村   | 下梨谷 | 嶋村       | 中折紙 中折色紙        | 紙出来                | 中中折 半切紙            | 8                     | ○                      |
| 平村   | 下梨谷 | 下梨村     | 中折紙                 | 紙出来                | 上中折 半切紙            | 2(御印紙屋)           | ○                      |
| 平村   | 下梨谷 | 小来栖村   | 中折紙                 |                       | 中中折                   | 1                     | ○                      |
| 平村   | 下梨谷 | 杉尾村     |                        |                       |                          |                       | ○                      |
| 平村   | 下梨谷 | 松尾村     |                        |                       | 下中折                   |                       | ○                      |
| 平村   | 下梨谷 | 田代村     |                        | 紙出来                |                          |                       | ○                      |
| 平村   | 下梨谷 | 梨谷村     |                        |                       |                          |                       | ○                      |
| 平村   | 下梨谷 | 来栖村     | 中折紙                 | 紙出来                | 中中折                   | 1                     | ○                      |
| 平村   | 下梨谷 | 中畑村     | 中折紙                 | 紙出来                | 中中折 半切紙            | 4                     | ○                      |
| 平村   | 下梨谷 | 見座村     | 中折紙 中折色紙        | 紙出来                | 上中折 半切紙 浅黄のし紙 | 5(内御所附紙1)        | ○                      |
| 平村   | 下梨谷 | 相倉村     |                        | 紙出来                | 中中折                   | 7                     | ○                      |
| 平村   | 上梨谷 | 上梨村     | 上り紙 小売中折        | 御書物紙              | 上中折 半切紙 のし紙     | 14(内御所附紙1)       | ○                      |
| 平村   | 上梨谷 | 田向村     | 上り紙 小売中折        | 御書物紙              | 上中折 半切紙            | 8                     | ○                      |
| 上平村 | 上梨谷 | 皆葎村     | 上り紙 小売中折 中折紙 | 御書物紙              | 上中折 半切紙 のし紙     | 19(内御所附紙2)       | ○                      |
| 上平村 | 上梨谷 | 葎嶋村     |                        | 紙出来                |                          | 3                     | ○                      |
| 上平村 | 上梨谷 | 猪谷村     |                        | 御書物紙              | 上中折                   | 5                     | ○                      |
| 上平村 | 上梨谷 | 小原村     |                        | 御書物紙              | 上中折                   | 5                     | ○                      |
| 上平村 | 上梨谷 | 細嶋村     |                        | 御書物紙              | 中中折                   | 5                     | ○                      |
| 上平村 | 赤尾谷 | 田ノ下村   |                        |                       |                          |                       | ○                      |
| 上平村 | 赤尾谷 | 中田村     |                        |                       |                          |                       | ○                      |
| 上平村 | 赤尾谷 | 上野村     | 中折紙                 |                       | 中中折                   | 2                     | ○                      |
| 上平村 | 赤尾谷 | 楮村       |                        |                       |                          |                       | ○                      |
| 上平村 | 赤尾谷 | 小瀬村     |                        |                       |                          |                       | ○                      |
| 上平村 | 赤尾谷 | 漆谷村     | 中折紙                 |                       |                          |                       | ○                      |
| 上平村 | 赤尾谷 | 下嶋村     |                        |                       |                          | 3                     | ○                      |
| 上平村 | 赤尾谷 | 西赤尾町村 |                        |                       | 中中折                   | 4                     | ○                      |
| 平村   | 小谷   | 下出村     | 中折紙                 | 紙出来                | 下中折                   | 4                     | ○                      |
| 平村   | 小谷   | 中江村     | 中折紙                 | 紙出来                | 下中折                   | 1                     | ○                      |
| 平村   | 小谷   | 高草嶺村   |                        | 紙出来                | 下中折                   | 2                     | ○                      |
| 平村   | 小谷   | 夏燒村     | 中折紙                 |                       |                          |                       |                        |
| 平村   | 小谷   | 入谷村     | 中折紙                 | 紙出来                | 下中折                   | 2                     | ○                      |
| 平村   | 小谷   | 須川村     | 中折紙                 | 紙出来                | 下中折                   | 1                     | ○                      |
| 平村   | 小谷   | 大崩嶋村   |                        |                       |                          |                       | ○                      |
| 平村   | 小谷   | 渡原村     |                        |                       |                          |                       | ○                      |
| 平村   | 小谷   | 祖山村     |                        |                       |                          |                       | ○                      |
| 平村   | 小谷   | 城村       |                        |                       |                          |                       | ○                      |
| 利賀村 | 小谷   | 新山村     |                        | 紙出来                |                          |                       |                        |
| 利賀村 | 小谷   | 栃原村     |                        |                       |                          |                       | ○                      |
| 利賀村 | 小谷   | 下原村     |                        |                       |                          | 3                     | ○                      |
| 利賀村 | 小谷   | 大牧村     |                        |                       |                          |                       | ○                      |
| 利賀村 | 小谷   | 長崎村     |                        |                       |                          |                       | ○                      |
| 利賀村 | 小谷   | 北原村     |                        |                       |                          |                       | ○                      |
| 利賀村 | 利賀谷 | 九里ヶ当村 |                        | 紙出来                |                          |                       | ○                      |
| 利賀村 | 利賀谷 | 南大豆谷村 |                        |                       |                          |                       | ○                      |
| 利賀村 | 利賀谷 | 下利賀村   |                        | 紙出来                |                          |                       | ○                      |
| 利賀村 | 利賀谷 | 岩渕村     |                        |                       |                          | 1                     | ○                      |
| 利賀村 | 利賀谷 | 北嶋村     |                        |                       |                          | 1                     | ○                      |
| 利賀村 | 利賀谷 | 細嶋村     |                        | 紙出来                |                          |                       |                        |
| 利賀村 | 利賀谷 | 上畠村     |                        |                       |                          | 1                     | ○                      |
| 利賀村 | 利賀谷 | 坂上村     |                        | 紙出来                |                          |                       | ○                      |
| 利賀村 | 利賀谷 | 阿別当村   | 中折紙                 |                       |                          |                       | ○                      |
| 計     |        |            | 17加村                 | 27加村                | 22加村                   | 25加村117軒           | 46加村                 |

## 関連文献
- 上平村役場 編『上平村誌』上平村、1982年。